# Miasto gangów
Miasto gangów (ang. Sucker Free City) – amerykański film kryminalny z 2004 roku w reżyserii Spike’a Lee. Wyprodukowany przez Showtime Network.

## Fabuła
Nick (Ben Crowley) specjalizuje się w oszustwach finansowych i sprzedaży narkotyków. K-Luv (Anthony Mackie) należy do gangu „V-Dubs”, natomiast Lincoln (Ken Leung) to gwiazda w szeregach chińskiej mafii. Drogi tych trzech młodocianych przestępców pewnego dnia się krzyżują.

## Obsada
- Ben Crowley jako Nick Wade
- Anthony Mackie jako K-Luv (Keith)
- Ken Leung jako Lincoln Ma
- Darris Love jako Sleepy
- Laura Allen jako Samantha Wade
- T. V. Carpio jako Angela Tsing
- Kathy Baker jako Cleo Wade
- James Hong jako Kwok
- Lamont Bentley jako Ahmir
- Ewan Chung jako Edwin Leong
- Omari Hardwick jako Dante Ponce
- Marguerite Moreau jako Jessica Epstein

i inni